# Prstýnek (film)
Prstýnek je česká filmová komedie režiséra Martina Friče. Jde o poslední film (natočený v roce 1944), který byl uveden ještě před osvobozením. Podle jiného zdroje měl snímek premiéru až v roce 1945. Námětem milostné epizody kněžny (Vlasta Fabianová) a "muže z lidu" Jana Sochora (Otomar Korbelář) se stala povídka Táta Ivana Olbrachta z jeho knihy Devět veselých povídek z Rakouska i republiky. Tento fakt byl v době uvedení filmu do kin utajený kvůli problémům se zákonem, které v té době Olbracht měl.

## Obsazení
| Otomar Korbelář   | Jan Sochor (starší i mladší) |
| Vlasta Fabianová  | Kněžna Andresová             |
| Zdeněk Dítě       | Robert, mladý kníže          |
| František Smolík  | kníže Ferdinand Andres       |
| Naděžda Vladyková | Sochorova 1. žena            |
| Hermína Vojtová   | Sochorova 1. tchyně          |
| Jana Dítětová     | Baruška Sochorová            |
| Růžena Šlemrová   | baronka                      |
| Jaroslav Marvan   | farář                        |
| Vladimír Řepa     | lesní                        |
| Alois Dvorský     | zvoník Čejka                 |
| Ferenc Futurista  | kočí Václav                  |

## Tvůrci, další informace
- Podle motivu: J. Olbrachta
- Zpracovali: J. Neuberg, J. Hlaváč
- Hudba: Eman Fiala
- Stavby: Arch F. Fiala
- Kamera: V. Hanuš
- Spolupráce na exterierech: J. Vegricht
- Ředitel výroby: Karel Feix
- Vedoucí výroby: Václav Dražil
- Hlavní úlohy: O. Korbelář, Vl. Fabiánová
- Dále hrají: R. Šlemrová, J. Dívětová, N. Vladyková, E. Nollová, M. Blažková, F. Smolík, J. Plachta, J. Marvan, Z. Dítě, Vl. Řepa, D. Hajská, B. Bozděch, B. Prchal, J. Seník, A. Soukup, O. Motyčka, F. Futurista, E. Bolek a j.
- Režie: Martin Frič